# Hodná holka
Hodná holka (v anglickém originále The Good Girl) je americký dramatický film z roku 2002. Režisérem filmu je Miguel Arteta. Hlavní role ve filmu ztvárnili Jennifer Aniston, Jake Gyllenhaal, John C. Reilly, John Carroll Lynch a Tim Blake Nelson. 

## Obsazení
| Jennifer Aniston   | Justine Last          |
| Jake Gyllenhaal    | Thomas Holden Worther |
| John C. Reilly     | Phil Last             |
| John Carroll Lynch | Jack Field            |
| Tim Blake Nelson   | Bubba                 |
| Zooey Deschanel    | Cheryl                |
| Mike White         | Corny                 |
| Deborah Rush       | Gwen Jackson          |